# Zhaoge
Zhaoge (Langues chinoises: 朝歌 (Zhāogē)) était la dernière d'une série de villes qui ont servi de capitale de la Dynastie Shang, et plus tard de capitale de l'État de Wey (衛國). Il est situé dans l'actuel Xian de Qi, Hebi, Henan à environ 50 km au sud d'Anyang.